# Caracterización de nanopartículas

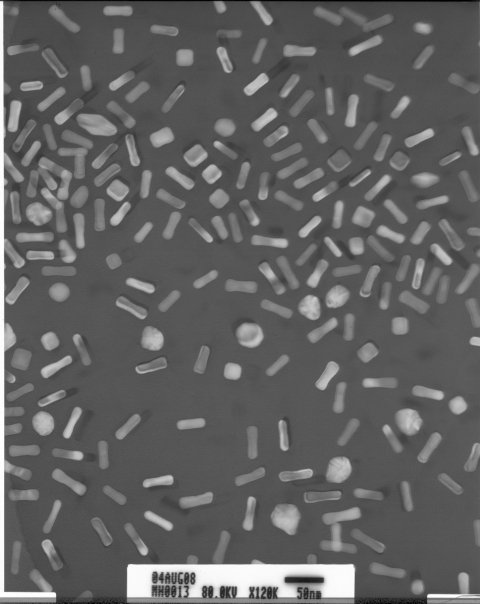
Las nanopartículas difieren en sus propiedades físicas, como el tamaño, la forma y la dispersión, que deben medirse para describirlas completamente.

La caracterización de nanopartículas es una rama de la Nanometrología que se ocupa de la caracterización, o medición, de las propiedades físicas y químicas de las nanopartículas. Las nanopartículas miden menos de 100 nanómetros en al menos una de sus dimensiones externas, y a menudo se diseñan por sus propiedades únicas. Las nanopartículas se diferencian de las sustancias químicas convencionales en que su composición química y su concentración no son parámetros suficientes para una descripción completa, ya que varían en otras propiedades físicas como el tamaño, la forma, las propiedades superficiales, la cristalinidad y el estado de dispersión. 
Las nanopartículas se caracterizan con diversos fines, como los estudios de nanotoxicología y la evaluación de la exposición en los lugares de trabajo para valorar sus peligros para la salud y la seguridad, así como el control de los procesos de fabricación. Existe una amplia gama de instrumentos para medir estas propiedades, incluidos métodos de microscopía y espectroscopía, así como contadores de partículas. Numerosas organizaciones ofrecen normas de metrología y materiales de referencia para la nanotecnología, aunque se trata de una disciplina nueva.

## Antecedentes
La nanotecnología es la manipulación de la materia a escala atómica para crear materiales, dispositivos o sistemas con nuevas propiedades o funciones. Tiene aplicaciones potenciales en energía, sanidad, industria, comunicaciones, agricultura, productos de consumo y otros sectores. Las nanopartículas miden menos de 100 nanómetros en al menos una de sus dimensiones externas, y a menudo tienen propiedades diferentes de las versiones a granel de los materiales que las componen, lo que las hace tecnológicamente útiles. Este artículo utiliza una definición amplia de nanopartículas que incluye todos los nanomateriales libres independientemente de su forma o de cuántas de sus dimensiones sean a nanoescala, en lugar de la definición más restrictiva ISO/TS 80004 que sólo se refiere a nanoobjetos redondos.
Las nanopartículas tienen requisitos analíticos diferentes a los de los productos químicos convencionales, para los que la composición química y la concentración son métricas suficientes. Las nanopartículas tienen otras propiedades físicas que deben medirse para obtener una descripción completa, como el tamaño, la forma, las propiedades superficiales, la cristalinidad y el estado de dispersión. Las propiedades a granel de las nanopartículas son sensibles a pequeñas variaciones de estas propiedades, lo que tiene implicaciones para el control de procesos en su uso industrial. Estas propiedades también influyen en los efectos sobre la salud de la exposición a nanopartículas de una composición determinada.
Un problema adicional es que los procedimientos de muestreo y de laboratorio pueden perturbar el estado de dispersión de las nanopartículas o sesgar la distribución de sus demás propiedades. En contextos medioambientales, muchos métodos no pueden detectar concentraciones bajas de nanopartículas que, aun así, pueden tener un efecto adverso. Un fondo elevado de nanopartículas naturales y accidentales puede interferir en la detección de la nanopartícula de ingeniería objetivo, ya que es difícil distinguirlas. Las nanopartículas también pueden mezclarse con partículas de mayor tamaño. En algunas aplicaciones, las nanopartículas pueden caracterizarse en matrices complejas como el agua, el suelo, los alimentos, los polímeros, las tintas, las mezclas complejas de líquidos orgánicos, como en los cosméticos, o la sangre.

## Tipos de métodos

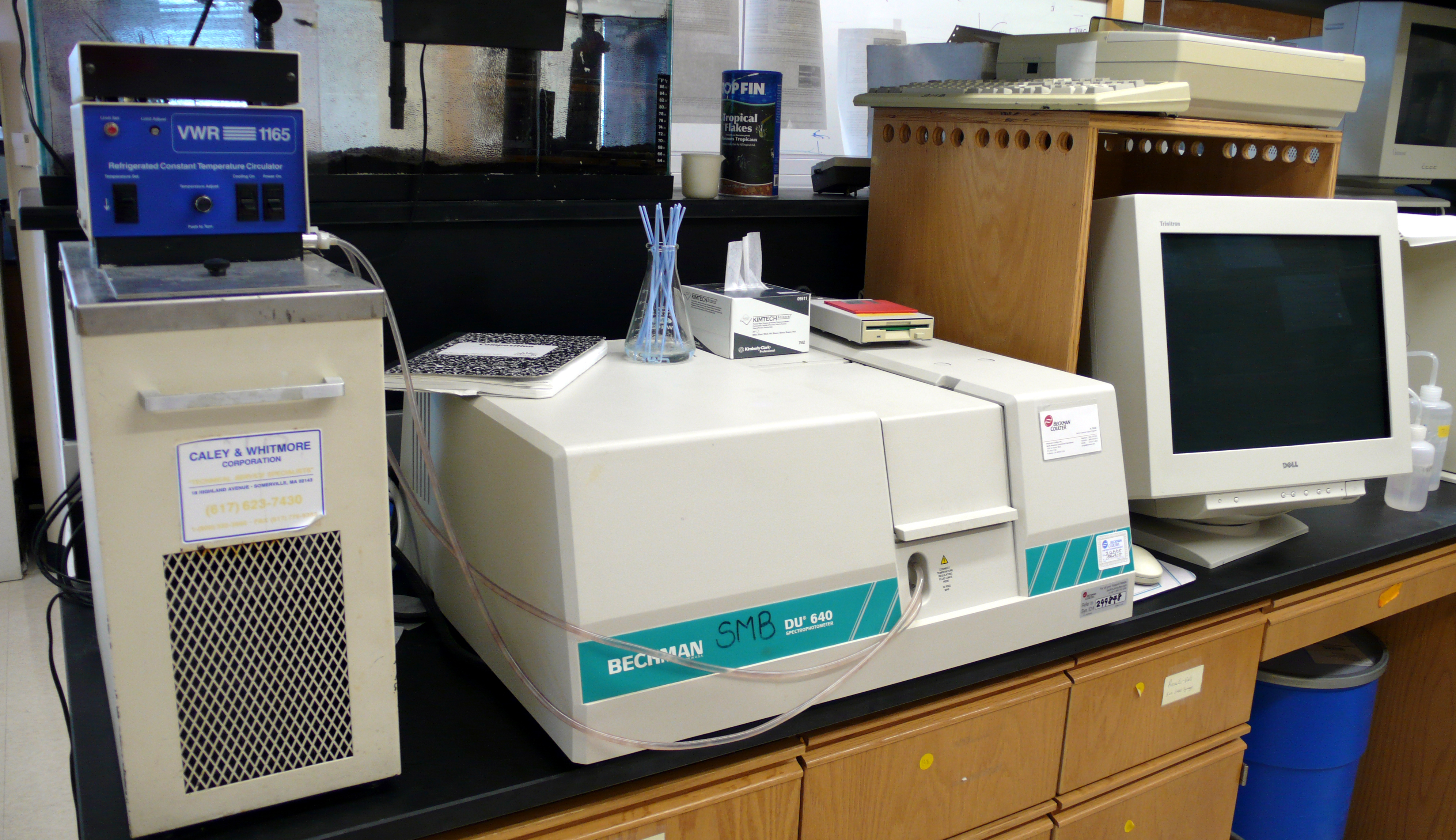
Microscopios como este microscopio electrónico de barrido pueden obtener imágenes de nanopartículas individuales para caracterizar su forma, tamaño y ubicación.

Los métodos de microscopía generan imágenes de nanopartículas individuales para caracterizar su forma, tamaño y ubicación. La microscopía electrónica y la microscopía de sonda de barrido son los métodos dominantes. Como las nanopartículas tienen un tamaño inferior al límite de difracción de la luz visible, la microscopía óptica convencional no resulta útil. Los microscopios electrónicos pueden acoplarse a métodos espectroscópicos que permiten realizar análisis elementales. Los métodos de microscopía son destructivos y pueden ser propensos a artefactos indeseables derivados de la preparación de la muestra, como el secado o las condiciones de vacío necesarias para algunos métodos, o de la geometría de la punta de la sonda en el caso de la microscopía de sonda de barrido. Además, la microscopía se basa en mediciones de una sola partícula, lo que significa que hay que caracterizar un gran número de partículas individuales para estimar sus propiedades generales. Un método más reciente, la microscopía de campo oscuro mejorada con imágenes hiperespectrales, resulta prometedor para obtener imágenes de nanopartículas en matrices complejas, como tejidos biológicos, con mayor contraste y rendimiento.
La espectroscopia, que mide la interacción de las partículas con la radiación electromagnética en función de la longitud de onda, es útil para caracterizar la concentración, el tamaño y la forma de algunos tipos de nanopartículas. Los puntos cuánticos semiconductores son fluorescentes y las nanopartículas metálicas presentan absorciones plasmónicas superficiales, por lo que ambas se prestan a la espectroscopia ultravioleta-visible. La espectroscopia infrarroja, de resonancia magnética nuclear y de rayos X también se utiliza con nanopartículas. Para determinar el tamaño de las partículas se emplean métodos de dispersión de luz con luz láser, rayos X o dispersión de neutrones, y cada método es adecuado para distintos rangos de tamaño y composiciones de partículas.
Algunos métodos diversos son la electroforesis para la carga superficial, el método Brunauer-Emmett-Teller para el área superficial y la difracción de rayos X para la estructura cristalina; así como la espectrometría de masas para la masa de las partículas y los contadores de partículas para el número de partículas. Las técnicas de cromatografía, centrifugación y filtración pueden utilizarse para separar las nanopartículas por tamaño u otras propiedades físicas antes o durante la caracterización.

## Métricas

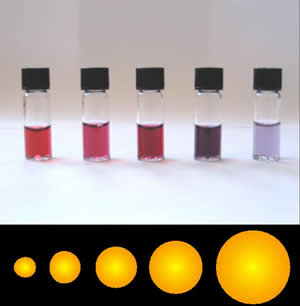
Las nanopartículas de distintos tamaños pueden tener propiedades físicas diferentes. Por ejemplo, las nanopartículas de oro de distintos tamaños aparecen en colores diferentes.

### Tamaño y dispersión

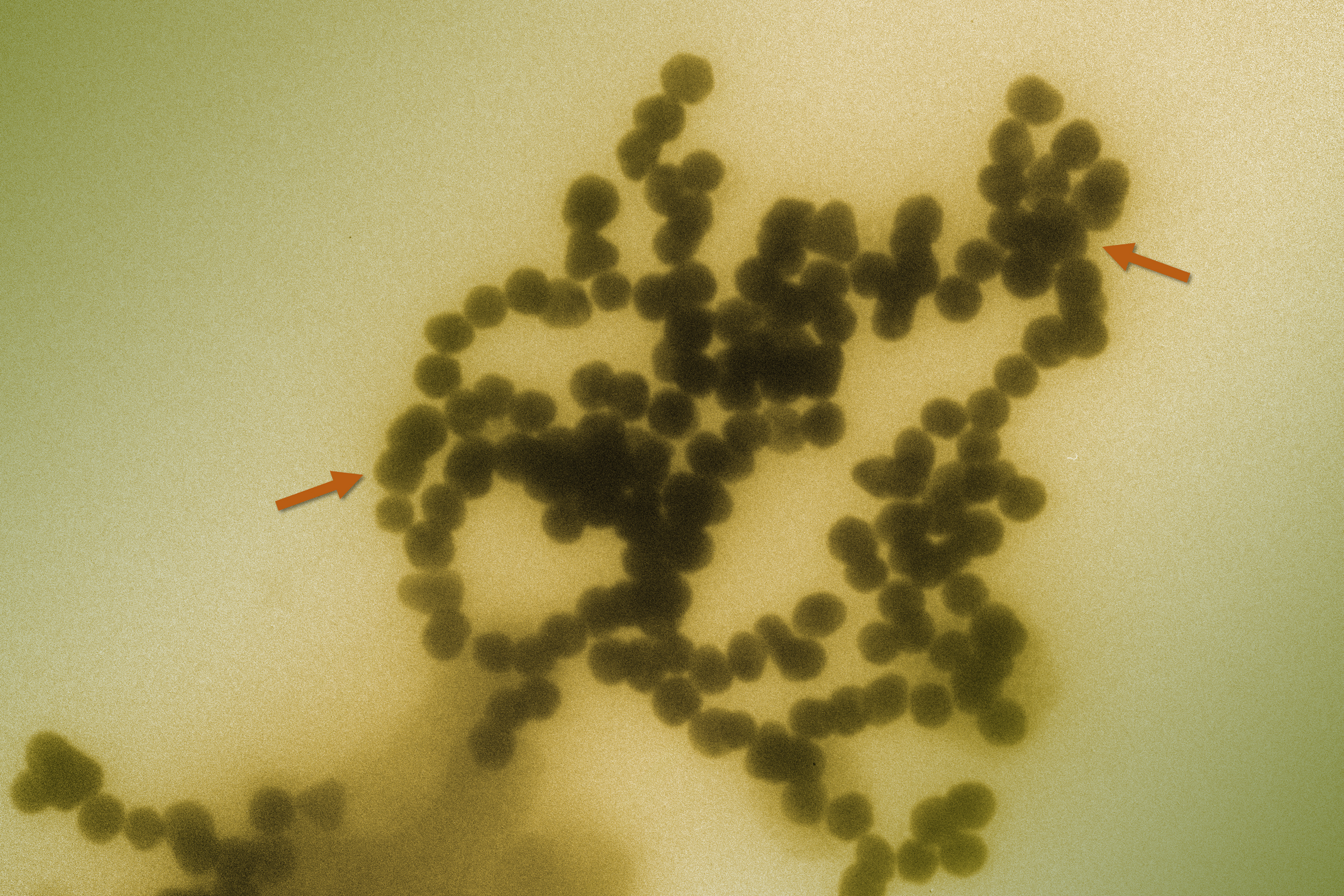
La dispersión es el grado en que las partículas se agrupan en aglomerados débilmente unidos (en la imagen) o fuertemente unidos.

El tamaño de las partículas son sus dimensiones externas, y la dispersión es una medida de la variedad de tamaños de las partículas de una muestra. Si la partícula es alargada o de forma irregular, el tamaño diferirá entre dimensiones, aunque muchas técnicas de medición arrojan un diámetro esférico equivalente basado en la propiedad sustitutiva que se está midiendo. El tamaño puede calcularse a partir de propiedades físicas como la velocidad de sedimentación, la tasa o coeficiente de difusión y la movilidad eléctrica. El tamaño también puede calcularse a partir de imágenes de microscopio utilizando parámetros medidos como el diámetro de Feret, el diámetro de Martin y los diámetros de área proyectada; la microscopía electrónica se utiliza a menudo para este fin en el caso de las nanopartículas. Las mediciones del tamaño pueden diferir entre métodos porque miden diferentes aspectos de las dimensiones de las partículas, promedian las distribuciones sobre un conjunto de forma diferente o la preparación o el funcionamiento del método pueden cambiar el tamaño efectivo de las partículas.
Para las nanopartículas transportadas por el aire, las técnicas para medir el tamaño incluyen impactadores en cascada, impactadores eléctricos de baja presión, analizadores de movilidad y espectrómetros de masas de tiempo de vuelo. Para las nanopartículas en suspensión, las técnicas incluyen la dispersión de luz dinámica, la difracción láser, el fraccionamiento de flujo de campo, el análisis de seguimiento de nanopartículas, la velocimetría de seguimiento de partículas, la cromatografía de exclusión por tamaño, la sedimentación centrífuga y la microscopía de fuerza atómica. En el caso de los materiales secos, las técnicas para medir el tamaño incluyen la microscopía electrónica, la microscopía de fuerza atómica y la difracción de rayos X. Se suelen emplear cálculos retrospectivos a partir de mediciones del área superficial, pero están sujetos a errores en el caso de materiales porosos. Otros métodos son la cromatografía hidrodinámica, la dispersión de luz estática, la dispersión de luz multiángulo, la nefelometría, la detección de descomposición inducida por láser y la espectroscopia ultravioleta-visible; así como la microscopia óptica de barrido de campo cercano, la microscopia de barrido láser confocal, la electroforesis capilar, la ultracentrifugación, la filtración de flujo cruzado, la dispersión de rayos X de ángulo pequeño y el análisis de movilidad diferencial. El uso de un microscopio electrónico de barrido ambiental evita los cambios morfológicos causados por el vacío necesario para la microscopía electrónica de barrido estándar, a costa de la resolución.
Una propiedad estrechamente relacionada es la dispersión, una medida del grado en que las partículas se agrupan en aglomerados o agregados. Aunque ambos términos suelen utilizarse indistintamente, según las definiciones de nanotecnología de la ISO, un aglomerado es una colección reversible de partículas débilmente unidas, por ejemplo, por fuerzas de van der Waals o entrelazamiento físico, mientras que un agregado se compone de partículas unidas o fusionadas de forma irreversible, por ejemplo, mediante enlaces covalentes. La dispersión se evalúa a menudo utilizando las mismas técnicas empleadas para determinar la distribución de tamaños, y la anchura de una distribución de tamaños de partículas se utiliza a menudo como sustituto de la dispersión. La dispersión es un proceso dinámico muy afectado por las propiedades de las propias partículas, así como por su entorno, como el pH y la fuerza iónica. Algunos métodos tienen dificultades para distinguir entre una única partícula grande y un conjunto de partículas más pequeñas aglomeradas o agregadas; en este caso, el uso de múltiples métodos de clasificación por tamaño puede ayudar a resolver la ambigüedad, siendo especialmente útil la microscopía.

### Forma

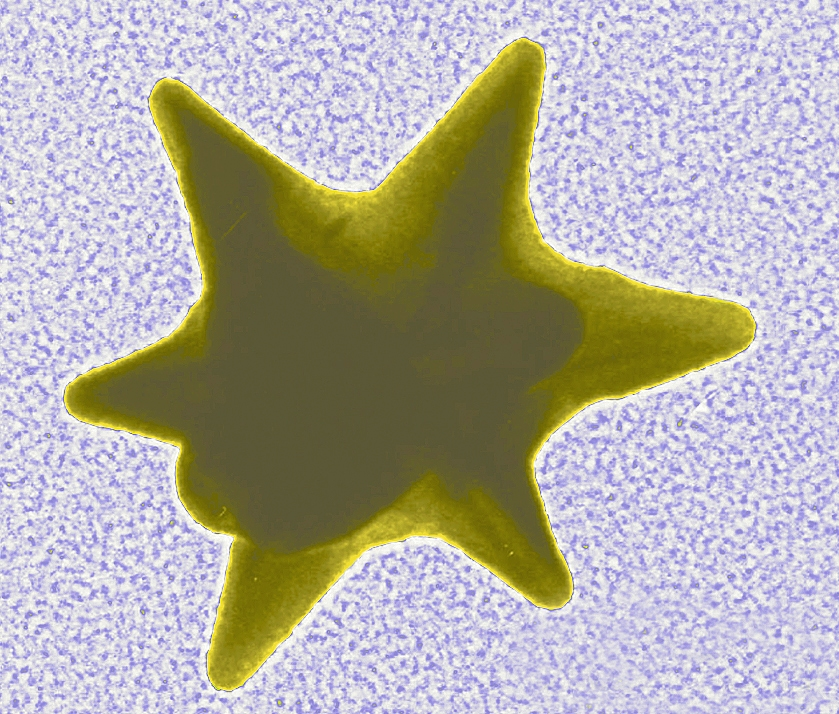
Las nanopartículas pueden adoptar una forma no esférica, como esta nanopartícula de oro en forma de estrella.

La morfología se refiere a la forma física de una partícula, así como a su topografía superficial, por ejemplo, la presencia de grietas, crestas o poros. La morfología influye en la dispersión, la funcionalidad y la toxicidad, y tiene consideraciones similares a las mediciones del tamaño. La evaluación de la morfología requiere la visualización directa de las partículas mediante técnicas como la microscopía electrónica de barrido, la microscopía electrónica de transmisión y la microscopía de fuerza atómica. Se pueden utilizar varias métricas, como la esfericidad o circularidad, la relación de aspecto, la elongación, la convexidad y la dimensión fractal. Dado que la microscopía implica mediciones de partículas individuales, es necesario un gran tamaño de muestra para garantizar una muestra representativa, y se deben tener en cuenta los efectos de la orientación y la preparación de la muestra.

### Composición química y estructura cristalina

Arriba, esquema de un sólido cristalino que muestra partículas circulares en una red hexagonal regular. Abajo, esquema de un sólido amorfo que muestra partículas circulares en una disposición desordenada.

La composición química a granel se refiere a los elementos atómicos de los que está compuesta una nanopartícula, y puede medirse con métodos de análisis elemental de conjunto o de una sola partícula. Las técnicas de conjunto incluyen la espectroscopia de absorción atómica, la espectroscopia de emisión óptica por plasma de acoplamiento inductivo o la espectrometría de masas por plasma de acoplamiento inductivo, la espectroscopia de resonancia magnética nuclear, el análisis de activación de neutrones, la difracción de rayos X, la espectroscopia de absorción de rayos X, la fluorescencia de rayos X y el análisis termogravimétrico. Las técnicas de una sola partícula incluyen la espectrometría de masas de tiempo de vuelo, así como la utilización de detectores elementales como el análisis de rayos X de energía dispersiva o la espectroscopia de pérdida de energía de electrones mientras se utiliza la microscopia electrónica de barrido o la microscopia electrónica de transmisión.
La disposición de los átomos elementales en una nanopartícula puede estar organizada en una estructura cristalina o puede ser amorfa. La cristalinidad es la relación entre la estructura cristalina y la amorfa. El tamaño del cristalito, el tamaño de la celda unitaria cristalina, puede calcularse mediante la ecuación de Scherrer. Generalmente, la estructura cristalina se determina mediante difracción de rayos X en polvo, o difracción de electrones de área seleccionada utilizando un microscopio electrónico de transmisión, aunque existen otros métodos como la espectroscopia Raman. La difracción de rayos X requiere del orden de un gramo de material, mientras que la difracción de electrones puede realizarse en partículas individuales.

## Superficie
El área superficial es una métrica importante para las nanopartículas de ingeniería porque influye en la reactividad y las interacciones superficiales con los ligandos. El área superficial específica se refiere al área superficial de un polvo normalizada a la masa o al volumen. Diferentes métodos miden diferentes aspectos del área superficial.
La medición directa del área superficial de las nanopartículas utiliza la adsorción de un gas inerte como el nitrógeno o el criptón en condiciones variables de presión para formar una monocapa de cobertura de gas. El número de moléculas de gas necesarias para formar una monocapa y la sección transversal de la molécula de gas adsorbida se relacionan con la "superficie total" de la partícula, incluidos los poros internos y las grietas, mediante la ecuación de Brunauer-Emmett-Teller. En lugar de gases pueden utilizarse moléculas orgánicas, como el éter monoetilado de etilenglicol.
Existen varias técnicas de medición indirecta de nanopartículas en el aire, que no tienen en cuenta la porosidad y otras irregularidades de la superficie y, por tanto, pueden ser inexactas. Los cargadores de difusión en tiempo real miden la "superficie activa", el área de la partícula que interactúa con el gas o los iones circundantes y a la que sólo se puede acceder desde el exterior. Los analizadores de movilidad eléctrica calculan el diámetro esférico equivalente, que puede convertirse utilizando relaciones geométricas. Estos métodos no pueden discriminar una nanopartícula de interés de las nanopartículas incidentales que pueden aparecer en entornos complejos como las atmósferas de los lugares de trabajo. Las nanopartículas pueden recogerse en un sustrato y sus dimensiones externas pueden medirse mediante microscopía electrónica, convirtiéndose después en superficie mediante relaciones geométricas.

### Química superficial y carga

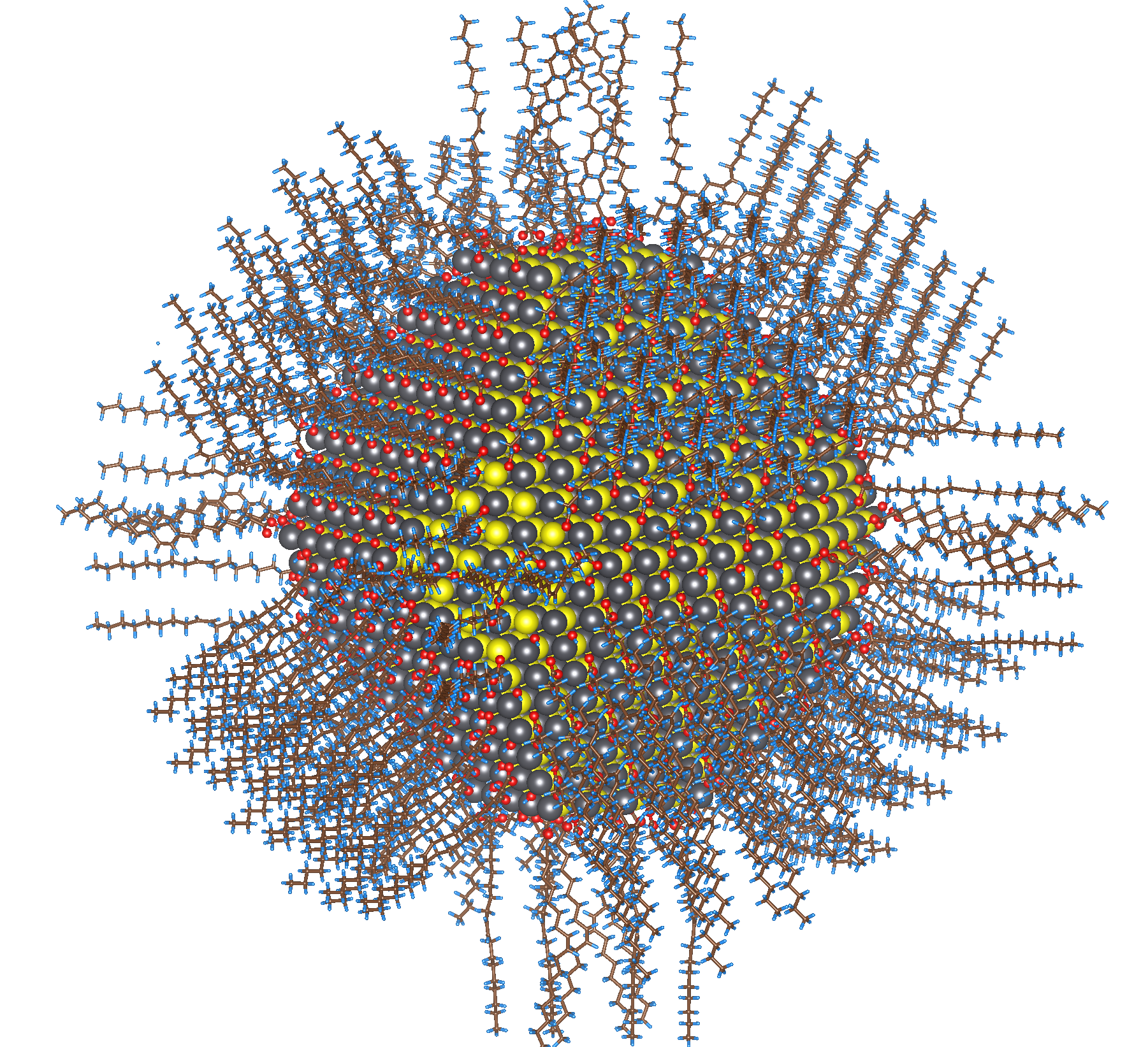
La superficie de una nanopartícula puede tener una composición diferente a la del resto de la partícula, por ejemplo por tener ligandos orgánicos unidos a ella.

La química de superficie se refiere a la química elemental o molecular de las superficies de las partículas. No existe una definición formal de lo que constituye una capa superficial, que suele venir definida por la técnica de medición empleada. En el caso de las nanopartículas, una mayor proporción de átomos se encuentra en su superficie en comparación con las partículas a escala micrométrica, y los átomos de la superficie están en contacto directo con los disolventes e influyen en sus interacciones con otras moléculas. Algunas nanopartículas, como los puntos cuánticos, pueden tener una estructura core-shell en la que los átomos de la superficie exterior son distintos de los del núcleo interior.
Existen múltiples técnicas para caracterizar la química superficial de las nanopartículas. La espectroscopia de fotoelectrones de rayos X y la espectroscopia de electrones Auger son adecuadas para caracterizar una capa superficial más gruesa de 1-5 nm. La espectroscopia de masas de iones secundarios es más útil para caracterizar sólo los pocos angstroms superiores (10 angstroms = 1 nm), y puede utilizarse con técnicas de sputtering para analizar la química en función de la profundidad. Las mediciones de la química superficial son especialmente sensibles a la contaminación de la superficie de las partículas, lo que dificulta los análisis cuantitativos, y la resolución espacial puede ser deficiente. En el caso de las proteínas adsorbidas, pueden utilizarse métodos de radiomarcaje o espectrometría de masas como la desorción/ionización láser asistida por matriz (MALDI).
La carga superficial se refiere generalmente a la carga procedente de la adsorción o desorción de protones en sitios hidroxilados de la superficie de una nanopartícula. La carga superficial es difícil de medir directamente, por lo que a menudo se mide en su lugar el potencial zeta relacionado, que es el potencial en el plano de deslizamiento de la doble capa, que separa las moléculas de disolvente móviles de las que permanecen adheridas a la superficie. El potencial zeta es una propiedad calculada más que medida, y es una función tanto de la nanopartícula de interés como del medio que la rodea, lo que requiere una descripción de la temperatura de medición; la composición, el pH, la viscosidad y la constante dieléctrica del medio; y el valor utilizado para que la función de Henry tenga sentido. El potencial zeta se utiliza como indicador de la estabilidad coloidal y se ha demostrado que predice la captación de nanopartículas por parte de las células. El potencial zeta puede medirse mediante valoración para hallar el punto isoeléctrico o mediante electroforesis, incluida la electroforesis Doppler por láser.
La energía superficial o humectabilidad también son importantes para la agregación, disolución y bioacumulación de nanopartículas. Pueden medirse mediante estudios de microcalorimetría por calor de inmersión o mediante mediciones del ángulo de contacto. La reactividad de la superficie también puede controlarse directamente mediante microcalorimetría utilizando moléculas de sonda que experimentan cambios mensurables.

### Solubilidad
La solubilidad es una medida del grado en que el material de una nanopartícula se disuelve para entrar en solución con otra sustancia, el soluto. El material disuelto como parte de un ensayo de solubilidad puede cuantificarse mediante espectroscopia de absorción atómica, espectroscopia de emisión óptica por plasma acoplado inductivamente y espectroscopia de masas por plasma acoplado inductivamente, siendo esta última la más sensible. Dos conceptos relacionados son la biodurabilidad, la velocidad de disolución en un fluido biológico o sustituto, y la biopersistencia, la velocidad a la que un material se elimina de un órgano como el pulmón mediante procesos de disolución físicos y químicos.
Las técnicas analíticas de solubilidad miden cuantitativamente la concentración elemental total en una muestra y no discriminan entre formas disueltas o sólidas. Por lo tanto, debe utilizarse un proceso de separación para eliminar las partículas restantes. Las técnicas de separación física incluyen la cromatografía de exclusión por tamaño, la cromatografía hidrodinámica y el fraccionamiento por flujo de campo. Las técnicas de separación mecánica utilizan membranas y/o centrifugación. Las técnicas de separación química son la extracción líquido-líquido, la extracción sólido-líquido, la extracción del punto de turbidez y el uso de nanopartículas magnéticas.

## Aplicaciones

### Verificación de productos

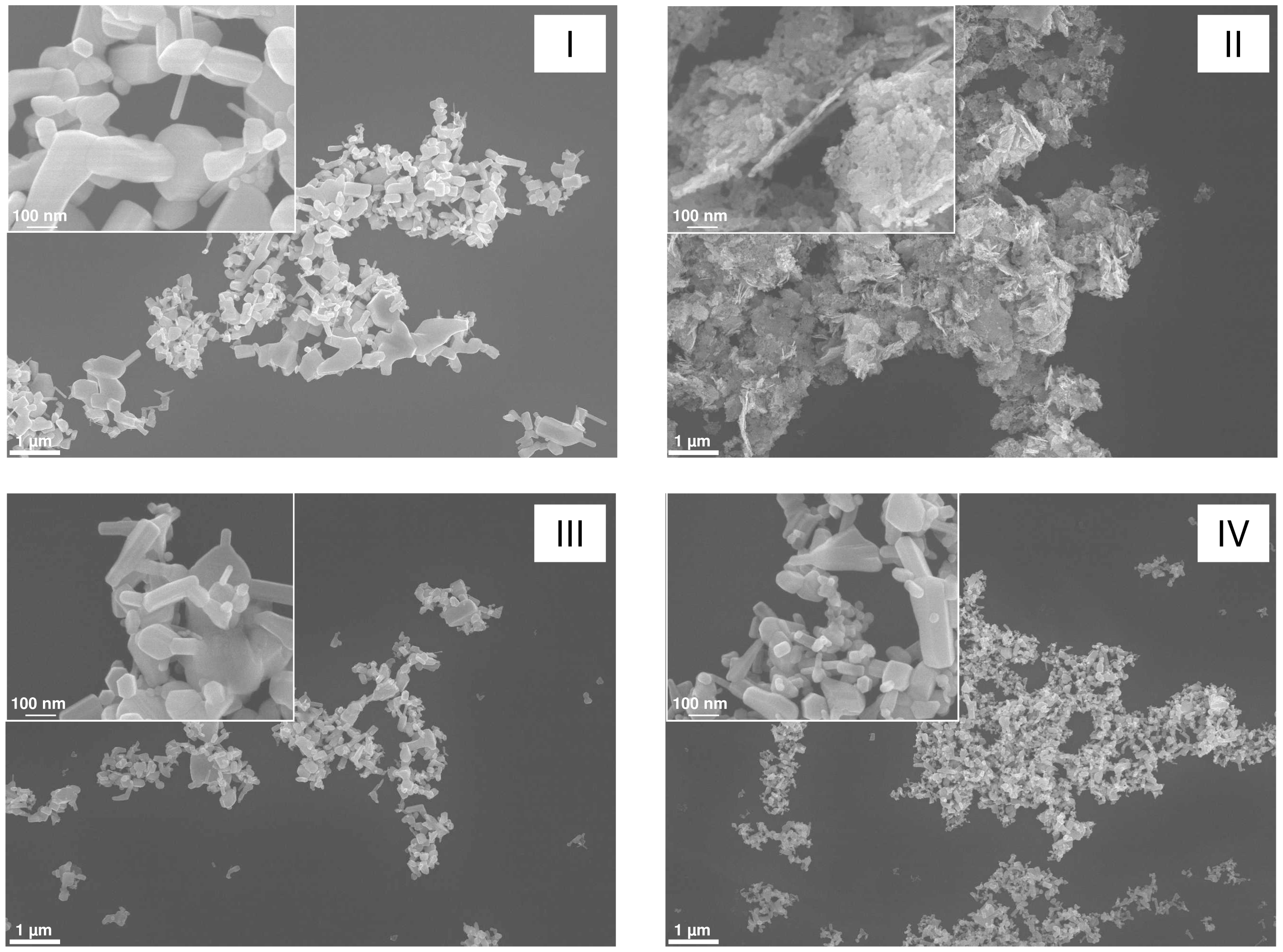
Imágenes de microscopio electrónico de barrido de cuatro muestras de nanopartículas de óxido de zinc de distintos proveedores, que muestran diferencias de tamaño y forma. La caracterización de nanomateriales por parte de fabricantes y usuarios es importante para evaluar la uniformidad y reproducibilidad de sus propiedades.

Los fabricantes y usuarios de nanopartículas pueden realizar la caracterización de sus productos con fines de control de procesos o de verificación y validación. Las propiedades de las nanopartículas son sensibles a pequeñas variaciones en los procesos utilizados para sintetizarlas y procesarlas.  Así, las nanopartículas preparadas mediante procesos aparentemente idénticos deben caracterizarse para determinar si son realmente equivalentes. Cualquier propiedad material o dimensional de un nanomaterial puede ser heterogénea, lo que puede dar lugar a heterogeneidad en sus propiedades funcionales. Generalmente, se desean colecciones uniformes. Resulta ventajoso minimizar la heterogeneidad durante los procesos iniciales de síntesis, estabilización y funcionalización, en lugar de hacerlo mediante etapas posteriores de purificación que disminuyen el rendimiento.  También es deseable la reproducibilidad entre lotes. A diferencia de la nanometrología orientada a la investigación, las mediciones industriales hacen hincapié en la reducción del tiempo, el coste y el número de métricas medidas, y deben realizarse en condiciones ambientales durante un proceso de producción.
Las diferentes aplicaciones tienen diferentes tolerancias de uniformidad y reproducibilidad, y requieren diferentes enfoques de caracterización. Por ejemplo, los materiales nanocompuestos pueden tolerar una amplia distribución de las propiedades de las nanopartículas. En cambio, la caracterización es especialmente importante para las nanomedicinas, ya que su eficacia y seguridad dependen en gran medida de propiedades críticas como la distribución del tamaño de las partículas, la composición química y la cinética de carga y liberación del fármaco. El desarrollo de métodos analíticos estandarizados para nanomedicamentos se encuentra en sus primeras fases, aunque para ello se han elaborado listas normalizadas de pruebas recomendadas, denominadas "cascadas de ensayos".

## Toxicología
La nanotoxicología es el estudio de los efectos tóxicos de las nanopartículas en los organismos vivos. La caracterización de las propiedades físicas y químicas de una nanopartícula es importante para garantizar la reproducibilidad de los estudios toxicológicos, y también es vital para estudiar cómo las propiedades físicas y químicas de las nanopartículas determinan sus efectos biológicos.
Las propiedades de una nanopartícula, como la distribución del tamaño y el estado de aglomeración, pueden cambiar a medida que se prepara el material y se utiliza en estudios toxicológicos. Por eso es importante medirlas en distintos momentos del experimento. Las propiedades "tal como se recibe" o "tal como se genera" se refieren al estado del material cuando se recibe del fabricante o se sintetiza en el laboratorio. Las propiedades "tal como se administra" o "tal como se expone" se refieren a su estado cuando se administra al sistema biológico. Éstas pueden diferir del estado "tal como se recibe" debido a la formación de agregados y aglomerados si el material ha estado en forma de polvo, la sedimentación de agregados y aglomerados más grandes, o la pérdida por adhesión a superficies. Las propiedades pueden volver a ser diferentes en el punto de interacción con los tejidos del organismo debido a la biodistribución y a los mecanismos fisiológicos de eliminación. En esta fase, es difícil medir las propiedades de las nanopartículas in situ sin perturbar el sistema. El examen post mortem o histológico permite medir estos cambios en el material, aunque el propio tejido puede interferir en las mediciones.

## Evaluación de la exposición

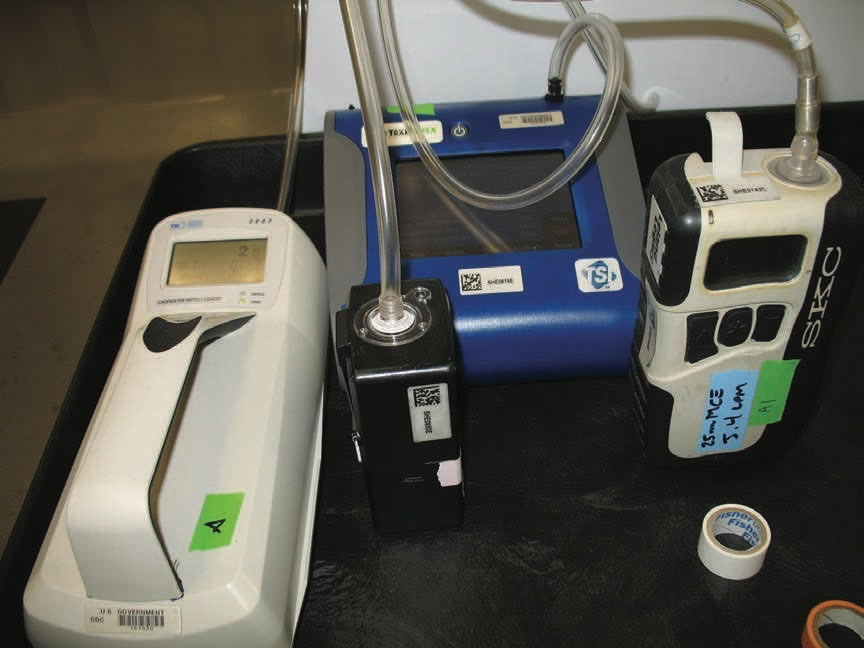
Equipo utilizado para el muestreo de área de nanopartículas en el aire. Los instrumentos mostrados aquí incluyen un contador de partículas por condensación (izquierda), un fotómetro de aerosoles (dispositivo azul en la parte superior) y dos bombas de muestreo de aire para análisis basados en filtros.

La evaluación de la exposición es un conjunto de métodos utilizados para controlar la liberación de contaminantes y la exposición de los trabajadores y mitigar los riesgos para la salud y la seguridad de los nanomateriales en los lugares de trabajo donde se manipulan. En el caso de las nanopartículas artificiales, la evaluación suele implicar el uso tanto de instrumentos en tiempo real, como contadores de partículas, que controlan el número total de partículas en el aire (incluyendo tanto la nanopartícula de interés como otras partículas de fondo), como de métodos de muestreo de higiene ocupacional basados en filtros que utilizan la microscopía electrónica y el análisis elemental para identificar la nanopartícula de interés. El muestreo personal sitúa los tomamuestras en la zona de respiración personal del trabajador, lo más cerca posible de la nariz y la boca y normalmente sujetos al cuello de una camisa. En el muestreo de área, los tomamuestras se colocan en ubicaciones estáticas.
El Instituto Nacional de Seguridad y Salud en el Trabajo de los Estados Unidos ha elaborado un informe técnico: Occupational Exposure Sampling for Engineered Nanomaterials que contiene orientaciones para el muestreo en el lugar de trabajo de tres nanomateriales artificiales: nanotubos y nanofibras de carbono, plata y dióxido de titanio, cada uno de los cuales tiene un límite de exposición recomendado (REL) por el NIOSH basado en la masa elemental. Además, el NIOSH desarrolló un enfoque práctico para el muestreo de la exposición a otros nanomateriales artificiales que no tienen límites de exposición empleando la Técnica de Evaluación de la Exposición a Nanomateriales (NEAT) 2.0, una estrategia de muestreo que puede utilizarse para determinar el potencial de exposición a nanopartículas artificiales. El enfoque NEAT 2.0 utiliza muestras de filtro tanto en la zona de respiración personal del trabajador como en muestras de área. Se utilizan muestras de filtro separadas para el análisis elemental y para recopilar datos morfológicos de la microscopía electrónica. Esta última puede proporcionar una evaluación del orden de magnitud de la contribución de la nanopartícula de interés a la carga de masa elemental, así como una evaluación cualitativa del tamaño de la partícula, el grado de aglomeración y si la nanopartícula está libre o contenida en una matriz. La identificación y caracterización de los peligros puede entonces realizarse basándose en una evaluación holística de las muestras del filtro integrado. Además, pueden utilizarse instrumentos de lectura directa portátiles para el registro continuo de las fluctuaciones normales en el recuento de partículas, la distribución del tamaño y la masa. Al documentar las actividades de los trabajadores, los resultados registrados de los datos pueden utilizarse para identificar las tareas o prácticas en el lugar de trabajo que contribuyen a cualquier aumento o pico en los recuentos. Los datos deben interpretarse cuidadosamente, ya que los instrumentos de lectura directa identificarán la cantidad en tiempo real de todas las nanopartículas, incluidas las partículas de fondo incidentales, como las que pueden proceder de los gases de escape de motores, bombas, recipientes de calefacción y otras fuentes. La evaluación de las prácticas de los trabajadores, la eficacia de la ventilación y otros sistemas técnicos de control de la exposición y estrategias de gestión de riesgos sirven para realizar una evaluación completa de la exposición.
Para ser eficaces, los contadores de partículas en tiempo real deben ser capaces de detectar una amplia gama de tamaños de partículas, ya que las nanopartículas pueden agregarse en el aire. Las zonas de trabajo adyacentes pueden analizarse simultáneamente para establecer una concentración de fondo. No todos los instrumentos utilizados para detectar aerosoles son adecuados para vigilar las emisiones de nanopartículas en el lugar de trabajo, ya que pueden no ser capaces de detectar partículas más pequeñas, o pueden ser demasiado grandes o difíciles de enviar a un lugar de trabajo. Algunos métodos del NIOSH desarrollados para otras sustancias químicas pueden utilizarse para el análisis fuera de línea de las nanopartículas, incluida su morfología y geometría, el contenido elemental de carbono (relevante para las nanopartículas basadas en carbono) y el análisis elemental de varios metales.
Aún no se han establecido límites de exposición profesional para muchas de las nanopartículas de ingeniería que se producen y utilizan en la actualidad, cuyo número es elevado y va en aumento, ya que no se conocen todos sus peligros. Aunque los parámetros basados en la masa se utilizan tradicionalmente para caracterizar los efectos toxicológicos de la exposición a contaminantes atmosféricos, sigue sin estar claro qué parámetros son los más importantes en el caso de las nanopartículas artificiales. Los estudios en animales y cultivos celulares han demostrado que el tamaño y la forma pueden ser dos factores importantes en sus efectos toxicológicos. El área superficial y la química de la superficie también parecen ser más importantes que la concentración en masa. El NIOSH ha determinado unos límites de exposición recomendados (REL) no reglamentarios de 1,0 μg/m3 para los nanotubos de carbono y las nanofibras de carbono como carbono elemental con corrección de fondo en una concentración de masa respirable media ponderada en el tiempo (TWA) de 8 horas, y de 300 μg/m3 para el dióxido de titanio ultrafino en concentraciones TWA de hasta 10 horas al día durante una semana laboral de 40 horas.

## Normas
Existen normas de metrología para nanotecnología tanto de organizaciones privadas como de agencias gubernamentales. Entre ellas se encuentran la Organización Internacional de Normalización (ISO), ASTM International, la Asociación de Normalización del IEEE (IEEE), la Comisión Electrotécnica Internacional (IEC), la Unión Internacional de Química Pura y Aplicada, el Instituto Nacional de Normalización y Tecnología de Estados Unidos (NIST), el Laboratorio de Caracterización Nanotecnológica del Instituto Nacional del Cáncer de Estados Unidos y el Comité Europeo de Normalización. El Instituto Nacional Estadounidense de Normalización mantiene una base de datos de normas sobre nanotecnología.

### Materiales de referencia

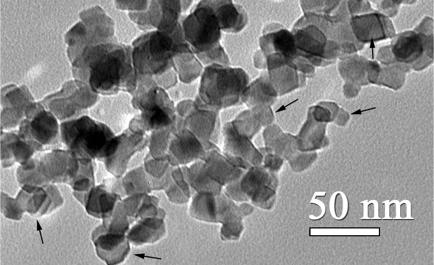
Micrografía electrónica de transmisión de nanopartículas de dióxido de titanio del material de referencia estándar 1898 del NIST

Los materiales de referencia son materiales establecidos o producidos para ser homogéneos y estables en al menos una propiedad física medible para proporcionar una medición de control. Los materiales de referencia para nanopartículas pueden reducir el error de medición que puede contribuir a la incertidumbre en sus propiedades peligrosas en la evaluación de riesgos. Los materiales de referencia también pueden utilizarse para calibrar el equipo empleado en la caracterización de nanopartículas, para el control estadístico de la calidad y para comparar experimentos realizados en distintos laboratorios.
Muchas nanopartículas aún no disponen de materiales de referencia. Las nanopartículas tienen el reto de que los materiales de referencia sólo pueden generarse cuando los propios métodos de medición pueden producir mediciones precisas y reproducibles de la propiedad física pertinente. También deben especificarse las condiciones de medición, porque propiedades como el tamaño y el estado de dispersión pueden cambiar en función de ellas, especialmente cuando existe un equilibrio termodinámico entre la materia particulada y la disuelta. Los materiales de referencia de nanopartículas suelen tener un periodo de validez más corto que otros materiales. Los que se presentan en forma de polvo son más estables que los que se presentan en suspensión, pero el proceso de dispersión del polvo aumenta la incertidumbre en su métrica.
Las nanopartículas de referencia son producidas por el Instituto Nacional de Normas y Tecnología de Estados Unidos, así como por el Instituto de Materiales y Medidas de Referencia de la Unión Europea, el Instituto Nacional de Ciencia y Tecnología Industrial Avanzada de Japón, el Consejo Nacional de Investigación de Canadá, el Instituto Nacional de Metrología de China y Thermo Fisher Scientific. El Instituto Federal Alemán de Investigación y Ensayo de Materiales mantiene un listado de materiales de referencia a nanoescala.